# 順州 (交阯)
順州，是明代交阯承宣布政使司順化府下轄的一個州，領巴閬縣、利調縣、安仁縣、不蘭縣（或作石蘭縣）四縣。其境內有典更江。

治所約在今越南廣治省肇豐縣、海陵縣、甘露縣、向化縣。

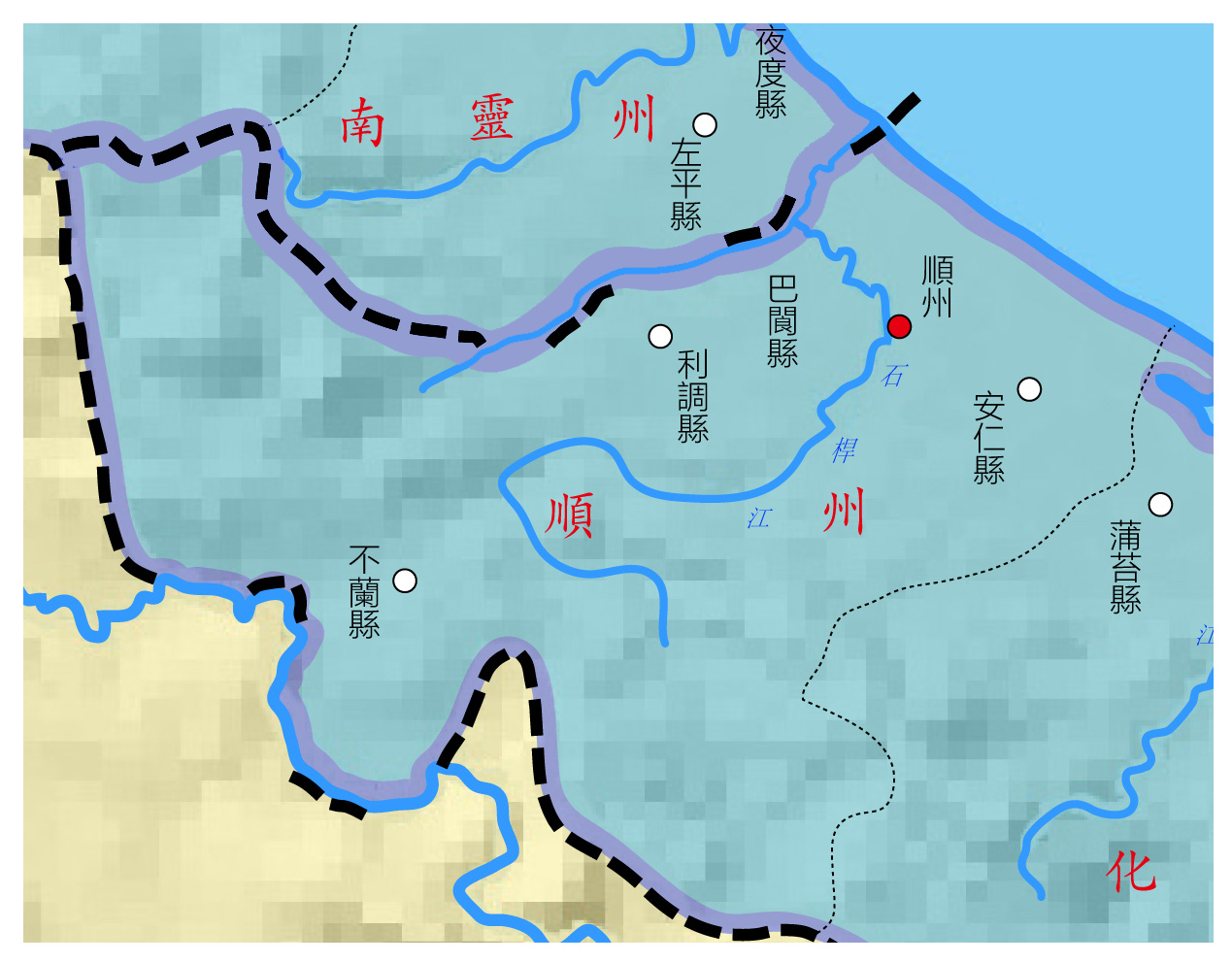

## 沿革
- 漢代為日南郡比景縣地[4]。
- 永樂五年（1407年）六月癸未置，屬順化府，領縣三[5][6][7][8][9][10]。
- 永樂中，增置不蘭縣（石蘭縣）。
- 永樂十五年六月丁酉，交阯順州人黎核、潘強及土官同知、判官、主簿等作亂，都督朱廣領軍剿平，交州左衛指揮同知段公丁、交州右衛指揮同知陳思齊死，二人時為順州守備土官指揮同知[11]。
- 永樂十七年九月丙辰，並利調縣、安仁縣、不蘭縣、巴閬縣四縣入順州[12][13]。不領縣。